# Stephanocereus luetzelburgii
Stephanocereus luetzelburgii är en kaktusväxtart som först beskrevs av Vaupel, och fick sitt nu gällande namn av Nigel Paul Taylor och Urs Eggli. Stephanocereus luetzelburgii ingår i släktet Stephanocereus och familjen kaktusväxter. Inga underarter finns listade i Catalogue of Life.